# Desa Limbangan (administrativ by i Indonesien, Jawa Tengah, lat -6,80, long 108,84)
Desa Limbangan är en administrativ by i Indonesien.   Den ligger i provinsen Jawa Tengah, i den västra delen av landet, 230 km öster om huvudstaden Jakarta.